# Nicosia
Nicosia (AFI: /nikoˈzia/; in greco Λευκωσία?, Lefkosía; in turco Lefkoşa) è la capitale nonché città più popolosa di Cipro. Il nome deriva dall'etimo francese Nicosie, usato sotto il regno dei Lusignano.
È l'unica capitale ancora divisa in due frazioni separate da una recinzione militare, detta "linea verde" (che corre da nordovest a sudest): quella meridionale, che è capitale della Repubblica di Cipro, e quella settentrionale, che è capitale della Repubblica di Cipro del Nord, riconosciuta solo dalla Turchia.

## Geografia fisica

### Territorio
A differenza delle altre principali città cipriote, Nicosia non sorge sulla costa ma in una posizione relativamente centrale dell'isola, all'interno della piana della Messaria, separata dal mare dalla catena montuosa del Pentadattilo.

### Clima
| Nicosia             | Mesi | Mesi | Mesi | Mesi | Mesi | Mesi | Mesi | Mesi | Mesi | Mesi | Mesi | Mesi | Stagioni | Stagioni | Stagioni | Stagioni | Anno  |
| Nicosia             | Gen  | Feb  | Mar  | Apr  | Mag  | Giu  | Lug  | Ago  | Set  | Ott  | Nov  | Dic  | Inv      | Pri      | Est      | Aut      | Anno  |
| ------------------- | ---- | ---- | ---- | ---- | ---- | ---- | ---- | ---- | ---- | ---- | ---- | ---- | -------- | -------- | -------- | -------- | ----- |
| T. max. media (°C)  | 15,5 | 15,9 | 19,2 | 24,0 | 29,7 | 34,3 | 37,2 | 36,9 | 33,5 | 29,0 | 22,1 | 17,0 | 16,1     | 24,3     | 36,1     | 28,2     | 26,2  |
| T. media (°C)       | 10,6 | 10,6 | 13,1 | 17,1 | 22,3 | 26,9 | 29,7 | 29,4 | 26,2 | 22,3 | 16,3 | 12,0 | 11,1     | 17,5     | 28,7     | 21,6     | 19,7  |
| T. min. media (°C)  | 5,7  | 5,2  | 7,0  | 10,2 | 14,8 | 19,4 | 22,2 | 21,9 | 18,8 | 15,6 | 10,4 | 7,1  | 6,0      | 10,7     | 21,2     | 14,9     | 13,2  |
| Precipitazioni (mm) | 54,7 | 41,6 | 28,3 | 19,9 | 23,5 | 17,6 | 5,8  | 1,3  | 11,7 | 17,4 | 54,6 | 65,8 | 162,1    | 71,7     | 24,7     | 83,7     | 342,2 |

## Storia

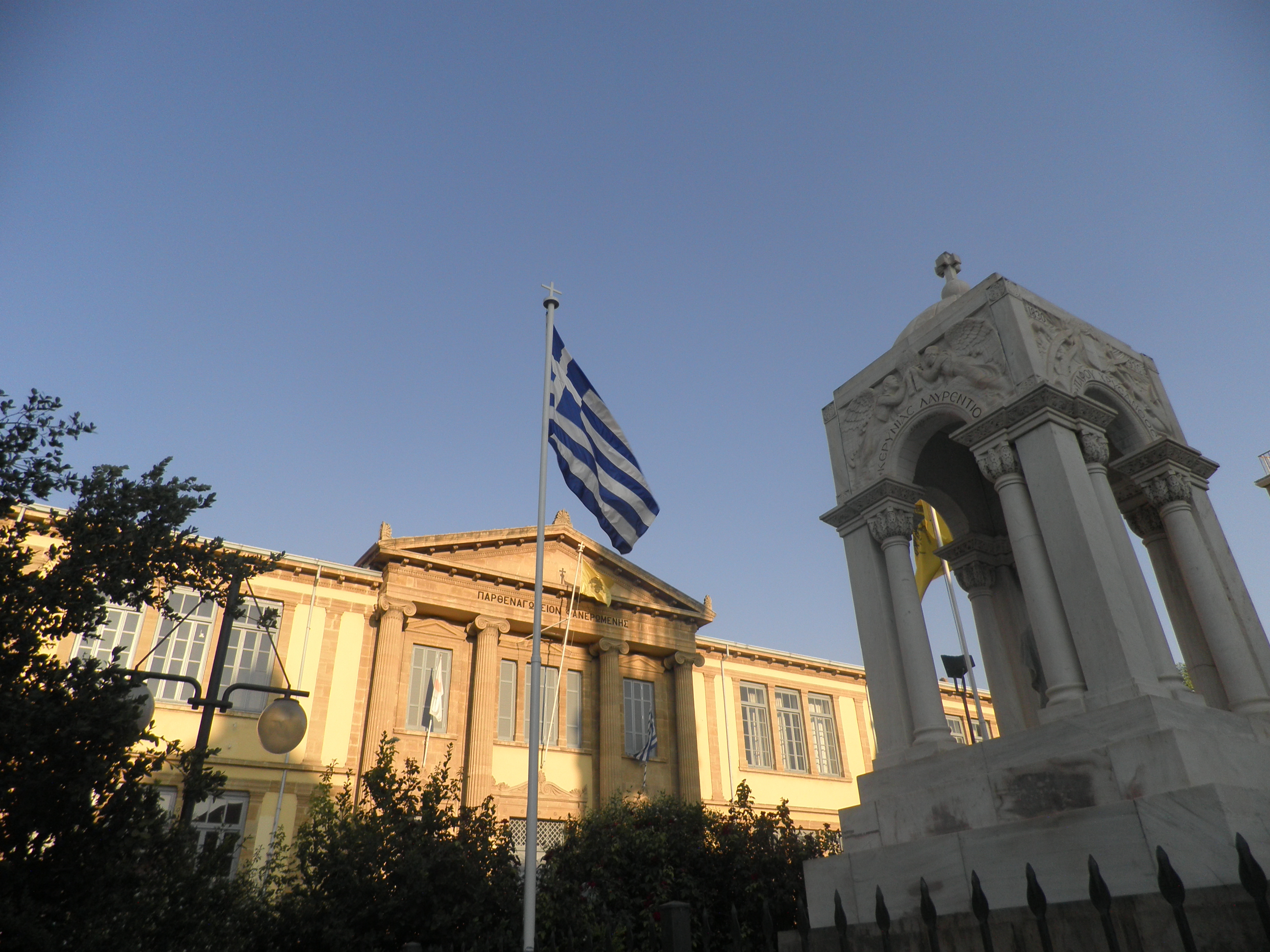
Piazza di Faneromeni: Centro Storico di Nicosia

Nicosia è stata fondata dai Greci provenienti dalla regione della penisola del Peloponneso, chiamato Acaia (in greco antico: Ἀχαΐα?, in greco Αχαΐα?, Acaia), dopo la guerra di Troia. Conosciuta come Ledra o Ledrae nei tempi antichi, la città fu sede dei re della casata dei Lusignano dal 1191.
Entrò a far parte della Repubblica di Venezia nel 1489 e venne conquistata dai Turchi ottomani nel 1570 dopo un assedio di quasi due mesi.
Nonostante la devastazione causata dagli invasori ottomani, Nicosia, come altre grandi città di Cipro, conserva dei resti archeologici greci del periodo definito "arcaico". Nella parte turca ci sono interessanti esempi di architettura gotica, eretti durante il regno dei Lusignano e l'epoca delle Crociate: tra questi edifici figura la cattedrale di Nicosia (adesso Moschea), in stile gotico. In generale, mentre la parte turca ha potuto mantenere sino a oggi il suo carattere di sonnolenta città medio orientale, con vicoli silenziosi, case a un piano e gioielli dell'architettura gotica, ottomana e coloniale britannica incastonati nel tessuto urbano, la parte greca è stata in gran parte ricostruita in stile moderno e cementificata.
Nicosia ha subito un periodo di estrema violenza prima dell'indipendenza, e dopo l'invasione del 1974 la parte settentrionale della città è sotto occupazione militare turca, divisa dalla parte meridionale da una zona controllata dalle Nazioni Unite, la cosiddetta linea verde o "linea Attila".

### Città divisa

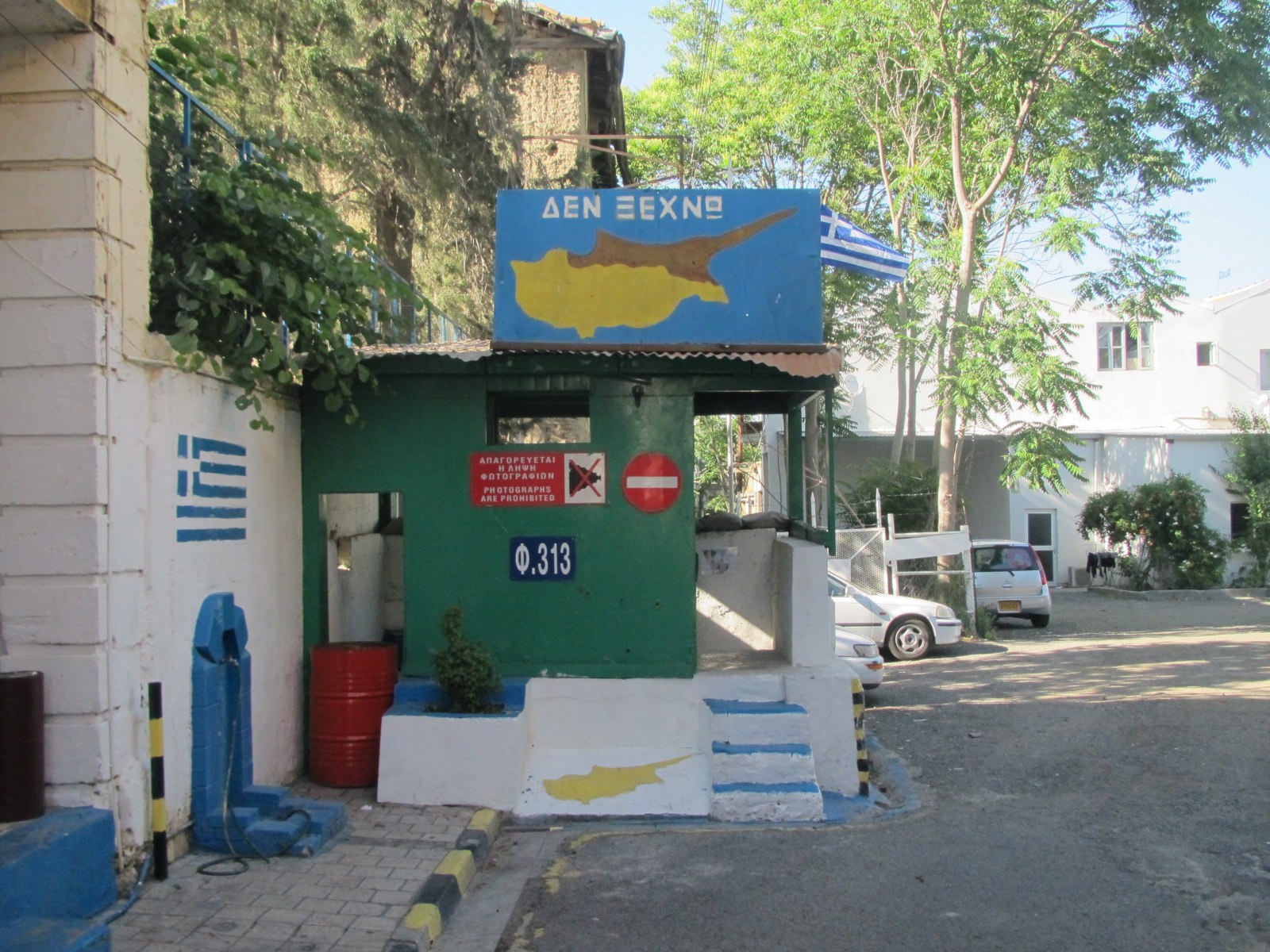
Una ex garitta nel centro di Nicosia

Fin dall'invasione turca del 1974 Nicosia è divisa in due zone: quella meridionale, rimasta capitale del preesistente e riconosciuto governo cipriota; quella settentrionale divenuta capitale dell'autoproclamato governo della Repubblica Turca di Cipro Nord.
La linea di divisione tra le due zone è comunemente chiamata "linea Verde" e si compone di fili spinati, guarnigioni militari e alcuni tratti di vero e proprio muro: tra le linee militari greco-cipriote e turco-cipriote vi è una terra di nessuno pattugliata dalla missione UNFICYP delle Nazioni Unite che ha il suo quartier generale nel Ledra Palace, un tempo rinomato albergo cittadino, e diventato un posto di blocco per il passaggio tra le due zone.
Nicosia non ha una sede comunale fissa, in quanto dal 1974 gli uffici municipali sono stati ospitati da sei edifici differenti, anche se è in corso la costruzione di una casa comunale stabile. Il sindaco attuale è Eleni Mavrou.

## Monumenti e luoghi d'interesse
- Cattedrale di San Giovanni, cattedrale ortodossa della città, costruita nel 1662 sulle rovine di un precedente monastero benedettino.
- Museo di Cipro
- Mura di Nicosia

## Cultura

### Istruzione

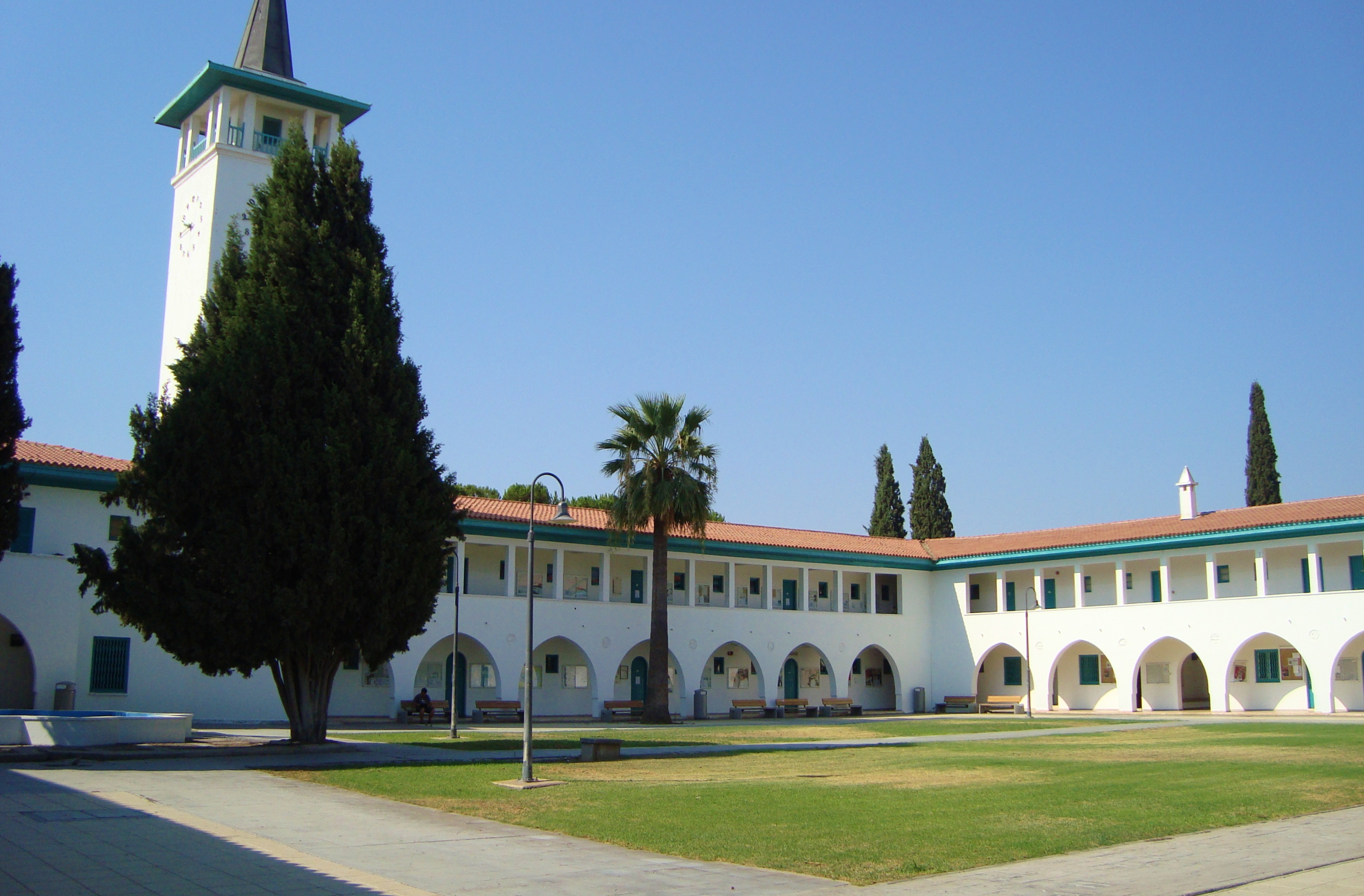
Vista del campus principale dell'Università di Cipro.

Nicosia è sede del Ginnasio Panciprio, la più prestigiosa scuola superiore dell'isola, fondata nel 1812. L'Università di Cipro, fondata nel 1989, ammise i primi studenti nel 1992; è la più antica università dell'isola. Oggi è la più grande istituzione universitaria pubblica di Cipro e, assieme all'Università Aperta di Cipro e all'Università di Tecnologia di Cipro (con sede a Limassol), è una delle tre Università pubbliche della Repubblica di Cipro. In città si trova anche l'Università di Nicosia, privata.

## Economia

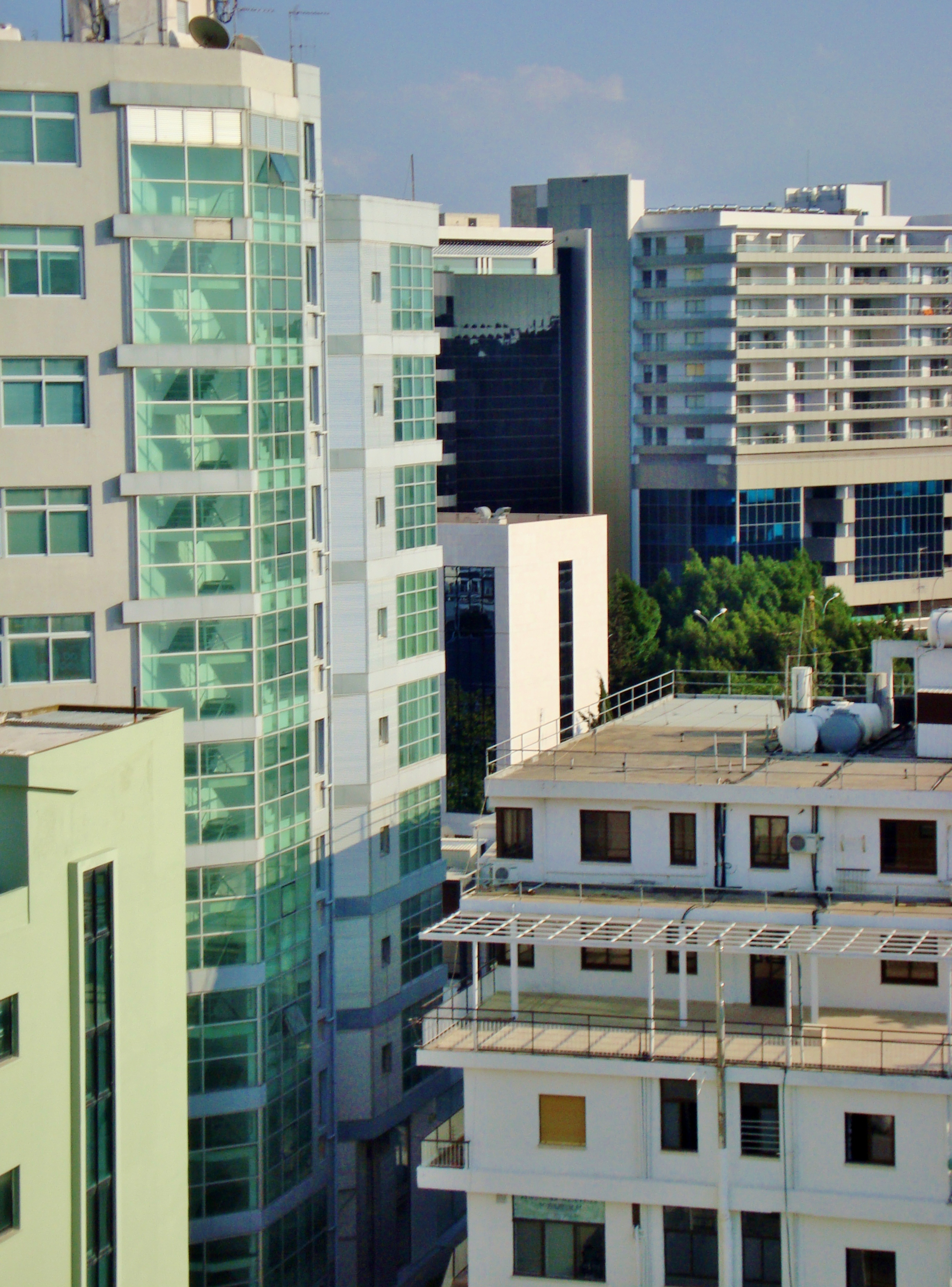
Viale Makariou a Nicosia

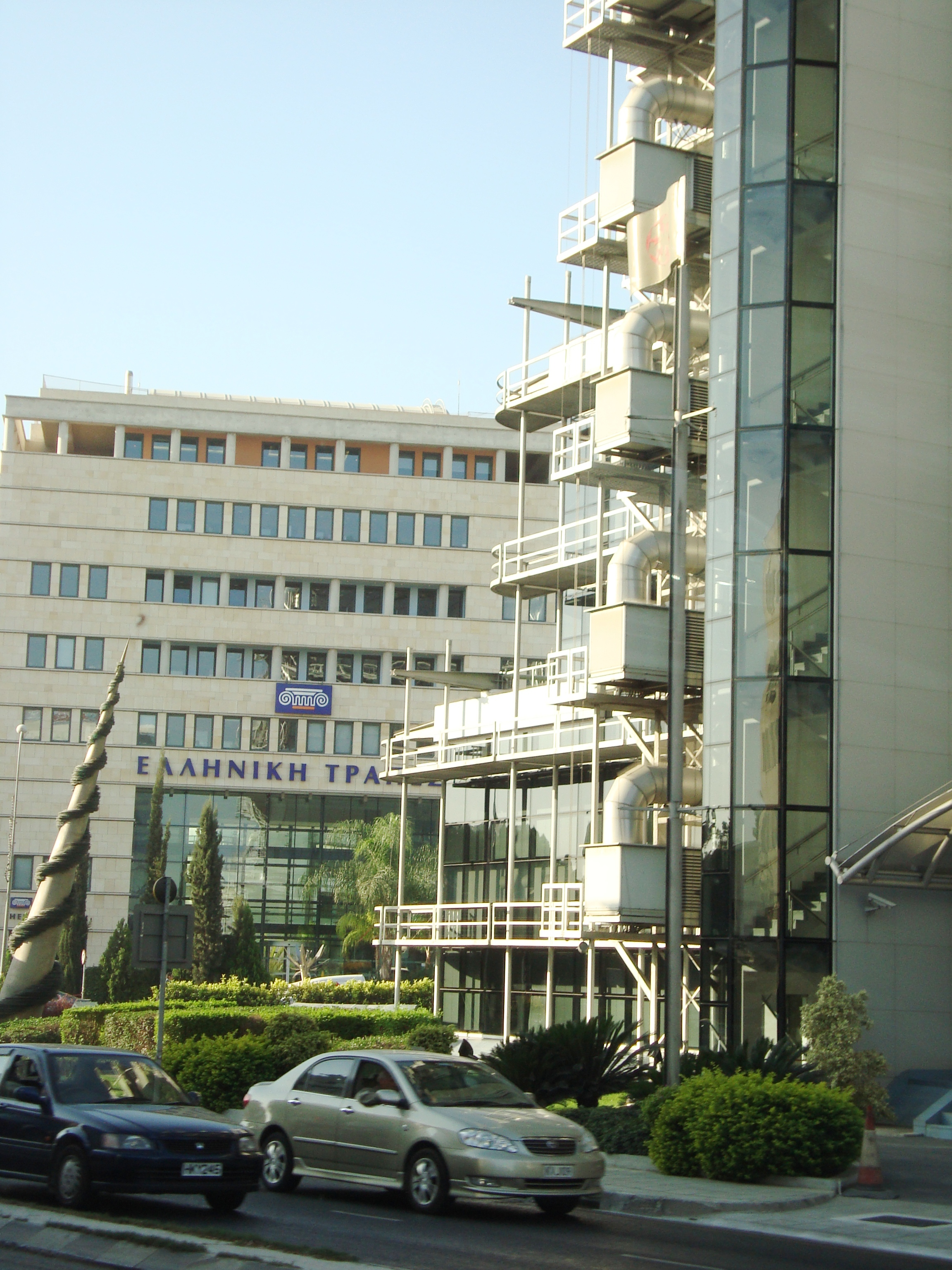
Banco Ellenico: Ingresso alla città di Nicosia

Nicosia è la sede finanziaria e amministrativa della Repubblica di Cipro e uno dei centri economici e finanziari più importanti del Mediterraneo orientale. Nella città si trovano le sedi di tutte le Banche cipriote, come la Marfin Popular Bank, la Banca di Cipro (greco: Τράπεζα της Κύπρου), il Banco Ellenico (greco: Ελληνική Τράπεζα) e la Banca Centrale di Cipro (greco: Κεντρική Τράπεζα της Κύπρου).
A Nicosia si trovano anche delle società di revisione e di organizzazione contabile e consulenza fiscale e legale, come PWC, Deloitte, KPMG ed Ernst & Young. Secondo uno studio condotto da UBS nell'agosto 2011, Nicosia, in termini di parità di potere d'acquisto, è la città più ricca del mar Mediterraneo e la decima al mondo nel 2011.

## Amministrazione

### Gemellaggi
- Schwerin, dal 1974
- Atene, dal 1988
- Odessa, dal 1996
- Shiraz, dal 1999
- Bucarest, dal 2004
- Shanghai, dal 2004
- Barcellona, dal 2004
- Palermo, dal 2006

## Sport

### Calcio
Le squadre principali della città sono l'APOEL, l'Olympiakos Lefkosias e l'Omonia.